# Élections législatives de 2007 en Charente
Les élections législatives françaises de 2007 se déroulent les 10 et 17 juin 2007. Dans le département de la Charente, quatre députés sont à élire dans le cadre de quatre circonscriptions.

## Élus
| Circonscription | Député sortant        | Parti | Parti | Député élu ou réélu | Parti | Parti |
| --------------- | --------------------- | ----- | ----- | ------------------- | ----- | ----- |
| 1re             | Jean-Claude Viollet   |       | PS    | Jean-Claude Viollet |       | PS    |
| 2e              | Jacques Bobe          |       | UMP   | Marie-Line Reynaud  |       | PS    |
| 3e              | Jérôme Lambert        |       | PS    | Jérôme Lambert      |       | PS    |
| 4e              | Jean-Claude Beauchaud |       | PS    | Martine Pinville    |       | PS    |

## Résultats

### Résultats à l'échelle du département
| Parti                                        | Parti                             | Premier tour | Premier tour | Second tour | Second tour | Sièges |
| Parti                                        | Parti                             | Voix         | %            | Voix        | %           | Sièges |
| -------------------------------------------- | --------------------------------- | ------------ | ------------ | ----------- | ----------- | ------ |
|                                              | Parti socialiste                  | 51 853       | 32,58        | 70 029      | 43,43       | 3      |
|                                              | diss. Parti socialiste            | 8 380        | 5,27         | 23 024      | 14,28       | 1      |
|                                              | Parti communiste français         | 6 926        | 4,35         |             |             | 0      |
|                                              | Les Verts                         | 4 575        | 2,87         | 0           |             |        |
|                                              | Divers gauche dont PRG            | 2 465        | 1,55         | 0           |             |        |
|                                              | Gauche parlementaire              | 74 199       | 46,62        | 93 053      | 57,70       | 4      |
|                                              |                                   |              |              |             |             |        |
|                                              | Union pour un mouvement populaire | 37 404       | 23,50        | 51 047      | 31,65       | 0      |
|                                              | Parti radical                     | 13 158       | 8,27         | 17 163      | 10,64       | 0      |
|                                              | Divers droite dont CNIP           | 7 862        | 4,94         |             |             | 0      |
|                                              | Mouvement pour la France          | 1 880        | 1,18         | 0           |             |        |
|                                              | Majorité présidentielle           | 60 304       | 37,89        | 68 210      | 42,30       | 0      |
|                                              |                                   |              |              |             |             |        |
|                                              | UDF–Mouvement démocrate           | 11 322       | 7,11         |             |             | 0      |
|                                              | Extrême gauche dont LCR et LO     | 4 838        | 3,04         | 0           |             |        |
|                                              | Front national                    | 4 409        | 2,77         | 0           |             |        |
|                                              | Divers                            | 3 555        | 2,23         | 0           |             |        |
|                                              | Mouvement national républicain    | 528          | 0,33         | 0           |             |        |
|                                              |                                   |              |              |             |             |        |
| Inscrits                                     | Inscrits                          | 260 690      | 100,00       | 260 681     | 100,00      | 4      |
| Abstentions                                  | Abstentions                       | 97 950       | 37,57        | 94 912      | 36,41       |        |
| Votants                                      | Votants                           | 162 740      | 62,43        | 165 769     | 63,59       |        |
| Blancs et nuls                               | Blancs et nuls                    | 3 585        | 2,2          | 4 506       | 2,72        |        |
| Exprimés                                     | Exprimés                          | 159 155      | 97,8         | 161 263     | 97,28       |        |
| Source : Ministère de l'Intérieur - Charente |                                   |              |              |             |             |        |

### Résultats par circonscription

#### Première circonscription (Angoulême)
| Candidat       | Candidat                          | Parti          | Premier tour | Premier tour | Second tour | Second tour |  |
| Candidat       | Candidat                          | Parti          | Voix         | %            | Voix        | %           |  |
| -------------- | --------------------------------- | -------------- | ------------ | ------------ | ----------- | ----------- |  |
|                | Jean-Claude Viollet sortant réélu | PS             | 15 615       | 40,93        | 22 687      | 58,74       |  |
|                | Martine Faury                     | UMP            | 13 309       | 34,89        | 15 935      | 41,26       |  |
|                | Samuel Cazenave                   | UDF–MoDem      | 3 196        | 8,38         |             |             |  |
|                | Jean-Yves Le Turdu                | Les Verts      | 1 145        | 3            |             |             |  |
|                | Yseult Goutierre                  | FN             | 1 017        | 2,67         |             |             |  |
|                | Jean-Pierre Bellefaye             | LCR            | 934          | 2,45         |             |             |  |
|                | Fanny Luteau                      | PCF            | 716          | 1,88         |             |             |  |
|                | Danièle Duclaud                   | MPF            | 588          | 1,54         |             |             |  |
|                | Yann Andrieux                     | CPNT           | 506          | 1,33         |             |             |  |
|                | Jean-Pierre Courtois              | LO             | 326          | 0,85         |             |             |  |
|                | Valérie Paour                     | GÉ             | 287          | 0,75         |             |             |  |
|                | Alain Chailloux                   | CNIP           | 261          | 0,68         |             |             |  |
|                | Josette Blanc                     | Divers         | 249          | 0,65         |             |             |  |
|                |                                   |                |              |              |             |             |  |
| Inscrits       | Inscrits                          | Inscrits       | 63 710       | 100,00       | 63 710      | 100,00      |  |
| Abstentions    | Abstentions                       | Abstentions    | 24 666       | 38,72        | 24 133      | 37,88       |  |
| Votants        | Votants                           | Votants        | 39 044       | 61,28        | 39 577      | 62,12       |  |
| Blancs et nuls | Blancs et nuls                    | Blancs et nuls | 895          | 2,29         | 955         | 2,41        |  |
| Exprimés       | Exprimés                          | Exprimés       | 38 149       | 97,71        | 38 622      | 97,59       |  |

#### Deuxième  circonscription (Cognac)
| Candidat       | Candidat                | Parti          | Premier tour | Premier tour | Second tour | Second tour |  |
| Candidat       | Candidat                | Parti          | Voix         | %            | Voix        | %           |  |
| -------------- | ----------------------- | -------------- | ------------ | ------------ | ----------- | ----------- |  |
|                | Marie-Line Reynaud élue | PS             | 10 515       | 28,37        | 19 858      | 52,78       |  |
|                | Jérôme Mouhot           | UMP            | 9 925        | 26,78        | 17 767      | 47,22       |  |
|                | Bertrand Sourisseau     | CNIP           | 6 612        | 17,84        |             |             |  |
|                | Noël Belliot            | UDF–MoDem      | 2 043        | 5,51         |             |             |  |
|                | Jean-Claude Fayemendie  | Divers gauche  | 1 836        | 4,95         |             |             |  |
|                | Michel Adam             | Les Verts      | 1 015        | 2,74         |             |             |  |
|                | Brigitte Miet           | PCF            | 984          | 2,66         |             |             |  |
|                | Jean-Baptiste Millon    | FN             | 967          | 2,61         |             |             |  |
|                | Philippe Malsacre       | CPNT           | 891          | 2,4          |             |             |  |
|                | Nathalie Nouts          | LCR            | 788          | 2,13         |             |             |  |
|                | Patrick Bompoint        | PRG            | 629          | 1,7          |             |             |  |
|                | Danielle Dessouchet     | LO             | 378          | 1,02         |             |             |  |
|                | Patrick Fito            | MPF            | 346          | 0,93         |             |             |  |
|                | Jean-Pierre Tournier    | MNR            | 133          | 0,36         |             |             |  |
|                |                         |                |              |              |             |             |  |
| Inscrits       | Inscrits                | Inscrits       | 62 486       | 100,00       | 62 482      | 100,00      |  |
| Abstentions    | Abstentions             | Abstentions    | 24 699       | 39,53        | 23 662      | 37,87       |  |
| Votants        | Votants                 | Votants        | 37 787       | 60,47        | 38 820      | 62,13       |  |
| Blancs et nuls | Blancs et nuls          | Blancs et nuls | 725          | 1,92         | 1 195       | 3,08        |  |
| Exprimés       | Exprimés                | Exprimés       | 37 062       | 98,08        | 37 625      | 96,92       |  |

#### Troisième circonscription (Confolens)
| Candidat       | Candidat                     | Parti          | Premier tour | Premier tour | Second tour | Second tour |  |
| Candidat       | Candidat                     | Parti          | Voix         | %            | Voix        | %           |  |
| -------------- | ---------------------------- | -------------- | ------------ | ------------ | ----------- | ----------- |  |
|                | Jérôme Lambert sortant réélu | PS             | 19 487       | 44,18        | 27 484      | 61,56       |  |
|                | Caroline Fombaron            | PRV (UMP)      | 13 158       | 29,83        | 17 163      | 38,44       |  |
|                | Ioana Vaudin                 | UDF–MoDem      | 3 053        | 6,92         |             |             |  |
|                | Michelle Mauvillain          | PCF            | 1 660        | 3,76         |             |             |  |
|                | René Thromas                 | FN             | 1 429        | 3,24         |             |             |  |
|                | Madeleine Labie              | Les Verts      | 1 285        | 2,91         |             |             |  |
|                | Brigitte Moreau              | MPF            | 946          | 2,14         |             |             |  |
|                | Marie-Thérèse Gerault        | LCR            | 933          | 2,12         |             |             |  |
|                | Agnès Malsacré               | CPNT           | 748          | 1,70         |             |             |  |
|                | Anne Mainguy                 | LO             | 365          | 0,83         |             |             |  |
|                | Joël Bouchaud                | CNIP           | 303          | 0,69         |             |             |  |
|                | Robert Tixier                | NC             | 234          | 0,53         |             |             |  |
|                | Pascale Protzenko            | Divers         | 203          | 0,46         |             |             |  |
|                | Claire Tournier              | MNR            | 186          | 0,42         |             |             |  |
|                | Jean Urroz                   | Régionaliste   | 123          | 0,28         |             |             |  |
|                |                              |                |              |              |             |             |  |
| Inscrits       | Inscrits                     | Inscrits       | 69 148       | 100,00       | 69 142      | 100,00      |  |
| Abstentions    | Abstentions                  | Abstentions    | 23 883       | 34,54        | 23 280      | 33,67       |  |
| Votants        | Votants                      | Votants        | 45 265       | 65,46        | 45 862      | 66,33       |  |
| Blancs et nuls | Blancs et nuls               | Blancs et nuls | 1 152        | 2,55         | 1 215       | 2,65        |  |
| Exprimés       | Exprimés                     | Exprimés       | 44 113       | 97,45        | 44 647      | 97,35       |  |

#### Quatrième circonscription (Angoulême-Nord)
| Candidat       | Candidat                | Parti          | Premier tour | Premier tour | Second tour | Second tour |  |
| Candidat       | Candidat                | Parti          | Voix         | %            | Voix        | %           |  |
| -------------- | ----------------------- | -------------- | ------------ | ------------ | ----------- | ----------- |  |
|                | Philippe Mottet         | UMP            | 14 170       | 35,58        | 17 345      | 42,97       |  |
|                | Martine Pinville élue   | diss. PS       | 8 380        | 21,04        | 23 024      | 57,03       |  |
|                | Malek Boutih            | PS             | 6 236        | 15,66        |             |             |  |
|                | Jacques Persyn          | PCF            | 3 566        | 8,95         |             |             |  |
|                | Michel Bouron           | UDF–MoDem      | 3 030        | 7,61         |             |             |  |
|                | Françoise Soulé         | Les Verts      | 1 130        | 2,84         |             |             |  |
|                | Marie-Christine Cardoso | FN             | 996          | 2,5          |             |             |  |
|                | Michel Debœuf           | LCR            | 849          | 2,13         |             |             |  |
|                | Aurore Chailloux        | CNIP           | 452          | 1,13         |             |             |  |
|                | Jean-Léopold Siwé-Nana  | Divers         | 325          | 0,82         |             |             |  |
|                | Nicole Gadrat           | LO             | 265          | 0,67         |             |             |  |
|                | Erick Lacube            | Divers         | 223          | 0,56         |             |             |  |
|                | Céline Gilardeau        | MNR            | 209          | 0,52         |             |             |  |
|                |                         |                |              |              |             |             |  |
| Inscrits       | Inscrits                | Inscrits       | 65 346       | 100,00       | 65 347      | 100,00      |  |
| Abstentions    | Abstentions             | Abstentions    | 24 702       | 37,8         | 23 837      | 36,48       |  |
| Votants        | Votants                 | Votants        | 40 644       | 62,2         | 41 510      | 63,52       |  |
| Blancs et nuls | Blancs et nuls          | Blancs et nuls | 813          | 2            | 1 141       | 2,75        |  |
| Exprimés       | Exprimés                | Exprimés       | 39 831       | 98           | 40 369      | 97,25       |  |